# Colonia 2 de Diciembre de 1974
Colonia 2 de Diciembre de 1974 är en ort i Mexiko.   Den ligger i kommunen Atoyac de Álvarez och delstaten Guerrero, i den södra delen av landet, 290 km sydväst om huvudstaden Mexico City. Colonia 2 de Diciembre de 1974 ligger 41 meter över havet och antalet invånare är 511.
Terrängen runt Colonia 2 de Diciembre de 1974 är varierad. Runt Colonia 2 de Diciembre de 1974 är det ganska glesbefolkat, med 50 invånare per kvadratkilometer. Närmaste större samhälle är Atoyac de Álvarez, 3,8 km norr om Colonia 2 de Diciembre de 1974. Omgivningarna runt Colonia 2 de Diciembre de 1974 är en mosaik av jordbruksmark och naturlig växtlighet.